# Fallkapsel

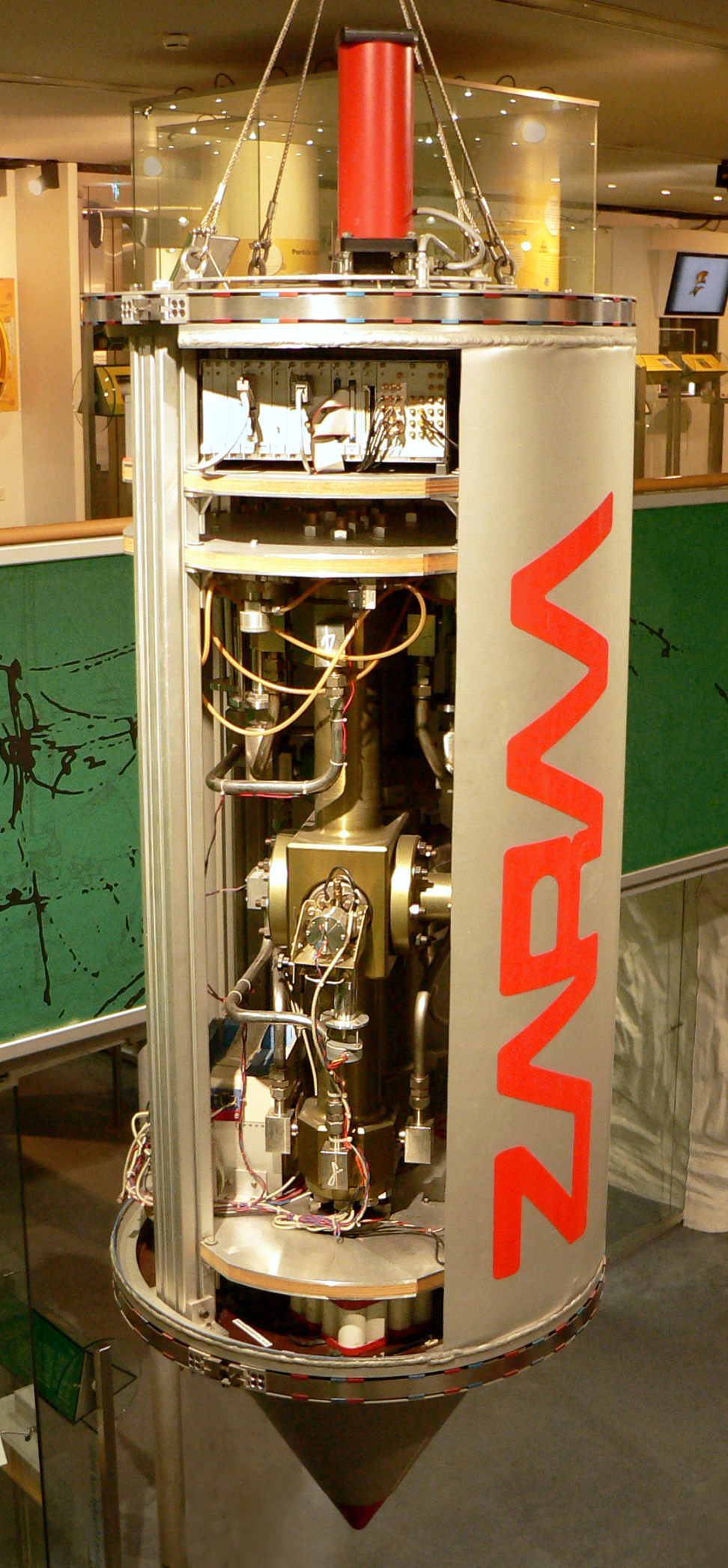
Fallkapsel aus dem Fallturm Bremen im Deutschen Museum Bonn

Als Fallkapsel bezeichnet man einen zylinderförmigen Behälter, der in der Fallröhre eines Fallturms herunterfällt. Während des freien Falls werden innerhalb der Kapsel unter Schwerelosigkeitsbedingungen Experimente durchgeführt, die sonst nur im Weltraum möglich wären. 

## Funktionsweise
Versuche mittels einer Fallkapsel finden in der evakuierten Röhre eines Fallturms statt. In der Röhre wird künstlich ein Vakuum erzeugt, da Luftwiderstand zu unerwünschten und störenden Kräften führen würde. Bei der Versuchsdurchführung wird die Fallkapsel in großer Höhe ausgeklinkt und landet am Fuße der Fallröhre unbeschädigt in einem mehrere Meter tiefen Behälter mit Styroporkugeln. Während der durch den Fall erzeugten Schwerelosigkeit, die von der jeweiligen Fallhöhe abhängt und bei 100 Meter etwa fünf Sekunden andauert, finden die Experimente statt; zum Beispiel zur Materialwissenschaft, Fluidmechanik, Verbrennungsforschung, Astronomie und Raumfahrttechnologie. 
Häufig verfügen Falltürme über eine Katapultvorrichtung, die die Fallkapsel in der Fallröhre nach oben katapultieren, um die Simulation der Schwerelosigkeit zu verlängern. Bekanntestes Beispiel dafür ist der Fallturm Bremen mit fast 10 Sekunden Schwerelosigkeit. Dort finden jährlich etwa 400 Abwürfe von Fallkapseln statt. Die in Bremen verwendeten Kapseln haben einen Durchmesser von 80 Zentimetern und eine Länge von 1,6 bzw. 2,4 Metern. Das Gesamtgewicht mit Zuladung kann bis zu 350 Kilogramm betragen. Die Kapsel erreicht eine Endgeschwindigkeit von etwa 167 km/h.